# Page Hamilton

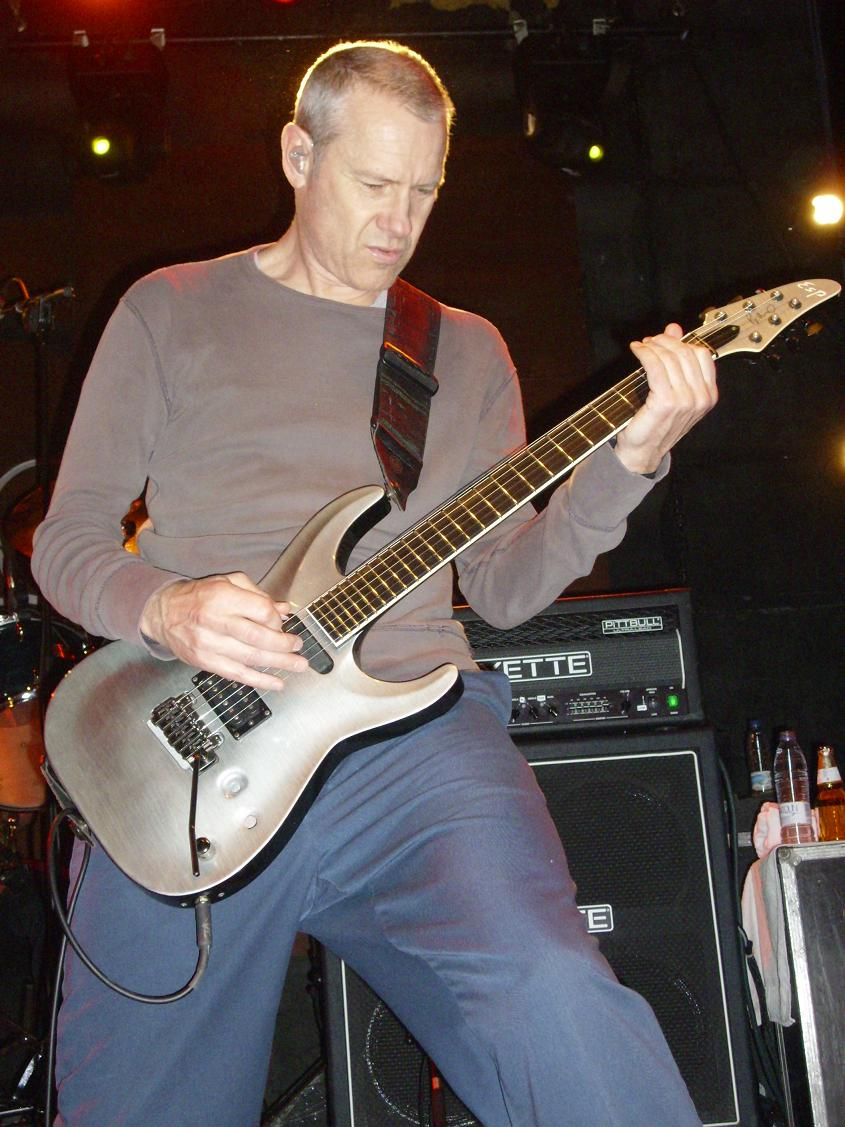
Page Hamilton, 2012

Page Hamilton (* 18. Mai 1960 in Portland, Oregon) ist ein US-amerikanischer Rocksänger und Gitarrist. Er ist vor allem als Gründer und Kopf der Band Helmet bekannt.

## Leben
Ursprünglich nach New York gezogen, um dort an der Manhattan School of Music Jazz zu studieren, engagierte Hamilton sich bald in der dortigen Post-Punk/Independent-Szene der späten 1980er Jahre. So spielte er als Gitarrist bei Band of Susans, arbeitete zeitweise mit dem Komponisten Glenn Branca zusammen und gründete 1989 schließlich Helmet. Nach insgesamt fünf Albenveröffentlichungen und diversen Maxis wurde Helmet im Jahr 1999 schlussendlich von ihm aufgelöst. Hamilton arbeitete daraufhin mit verschiedenen anderen Musikern wie Trent Reznor (Nine Inch Nails, für das Album Fragile) oder Charlie Clouser (ebenfalls bei Nine Inch Nails, gemeinsames Projekt Tapeworm) zusammen.
Im Oktober 2002 nahm er für die Band Limp Bizkit einige Gitarrenparts während einer Albumproduktion auf. Gemeinsam mit dem deutschen Gitarrenexperimentalisten Caspar Brötzmann (der zusammen mit seiner Band „Caspar Brötzmann Massaker“ die Tour zum Helmet-Album Meantime begleitete), nahm er das Album Zulutime auf. Besondere Weihen erfuhr Hamilton, als er von seinem Jugendidol David Bowie als Tour-Gitarrist zum Album Hours engagiert wurde.
2002 rief Hamilton mit „Gandhi“ eine neue eigene Band ins Leben. Veröffentlichungen mit dieser Band stehen jedoch noch aus. Im August 2002 spielte die Band ihre ersten Shows an der US-Ostküste, in denen auch einige Helmet-Songs zum Besten gegeben wurden. 2004 wurde Helmet mit nahezu komplett neuer Besetzung wieder ins Leben gerufen. Im selben Jahr veröffentlichte Helmet das Best-of-Album Unsung: the Best of Helmet 1990–1997 und ein neues Album mit dem Namen Size Matters. Im Jahr 2006 folgte ein weiteres Album mit dem Titel Monochrome.
Page Hamilton ist in Elliot Goldenthals Filmmusiken zu Heat, In Dreams, Titus, The Good Thief und S.W.A.T. – Die Spezialeinheit mit seiner Gitarre zu hören. Er spielte auch den Soundtrack zu Three Seasons ein.
Hamilton arbeitet auch als Produzent. Das erste Album von Institute – der neuen Band von Gavin Rossdale, dem ehemaligen Sänger der britischen Band Bush – erschien am 19. September 2005 auf dem Label Interscope (Ur-Label von Helmet).

## Diskografie
(Die Veröffentlichungen mit seiner wohl bedeutendsten Band, Helmet, sind im Artikel ebendieser aufgeführt.)
- 1996, Zulutime – Gemeinsame Aufnahme mit dem deutschen Avantgarde-Gitarristen Caspar Brötzmann.